# Adam Sherriff Scott

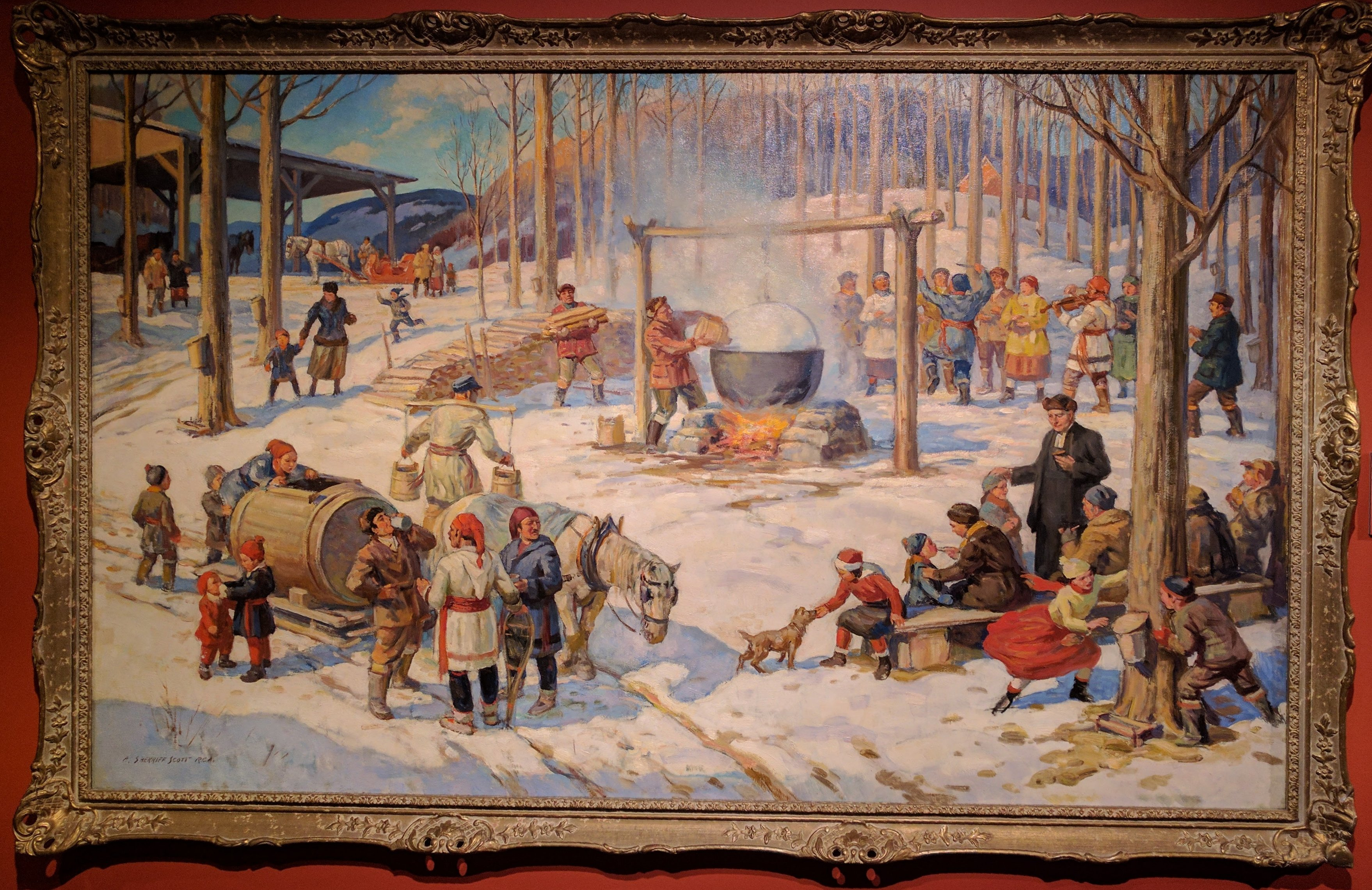
Collection : Art Gallery of Nova Scotia

Adam Sherriff Scott (né le 18 juillet 1887 à Perth ou Galashiels en Écosse et mort le 23 octobre 1980, à Sainte-Anne-de-Bellevue) est un artiste peintre, portraitiste et muraliste canadien.

## Biographie
Il réalise ses études à la Edinburgh School of Art à Londres. Son succès lui mérite un séjour de trois ans au Allen Fraser Institute. Il revient à Londres, où il étudie à la Slade School of Art avec Henry Tonks. Il arrive à Montréal en 1912, après un séjour d'un an dans l'Ouest canadien. Durant la Première Guerre mondiale, il s'engage dans le régiment des Highlanders en Écosse. Au cours des années 20, il séjourne dans le Grand Nord canadien et en Arctique où il exécute un bon nombre de peintures de scènes de la vie des Inuits. En 1921, Il joint le groupe de Beaver Hall. Il est reçu membre de l'Académie royale des arts du Canada en 1942. Au cours de sa carrière, il participe régulièrement aux expositions annuelles ou Salon du Printemps de l'Art Association of Montreal.

## Murales réalisées
- Siège social de la compagnie La Baie d'Hudson, Winnipeg
- Club Montebello, Montebello
- Manoir Richelieu, La Malbaie
- Siège social de la Banque Royale du Canada (RBC), Montréal
- Siège social de la compagnie Bell Canada, Montréal
- Théâtre Saint-Denis, Montréal

## Musées et collections publiques
- Alfred Laliberté, 1934, Musée des beaux-arts du Canada
- Le Chapeau vert, avant 1921, Musée des beaux-arts du Canada
- Docteur Albert Le Sage, 1975, Collection d'œuvres d'art, Université de Montréal[7]
- L'Épouse de l'artiste, Anne, 1937-1938, Musée national des beaux-arts du Québec
- Indienne puisant de l'eau devant sa tente, avant 1939, Musée national des beaux-arts du Québec[8]
- Panneau décoratif, vers 1921, gouache, Musée des beaux-arts du Canada
- Les Pêcheurs, 1971?, Musée de Lachine
- Le Québécois, avant 1937, Musée national des beaux-arts du Québec
- Sheila Scott, 1933, (fille de l'artiste), Musée national des beaux-arts du Québec
- Visiteur à l'atelier, vers 1935, Musée des beaux-arts du Canada

## Expositions
- 1934 - 51e Salon annuel du Printemps à la Galerie des Arts, Montréal
- 1937 - 54th Salon annuel du Printemps, Watson Art Galleries, Montréal
- 1938 - 55e  Salon annuel du Printemps, Montréal
- 1939 - 56th Salon annuel du Printemps, Art Association of Montreal, Watson Art Galleries, Montréal